# Tour della nazionale maschile di rugby a 15 dell'Inghilterra 2018
A giugno 2018 la nazionale inglese di rugby allenata da Eddie Jones, in preparazione della Coppa del Mondo di rugby 2019, intraprese un tour in Sudafrica.
La spedizione consisteva in una serie di tre test match contro gli Springbok preceduta da un'apertura contro i Barbarians a Twickenham.
Il match londinese contro la selezione a inviti fu di fatto un'esibizione inglese, con una squadra rimaneggiata e Chris Ashton, alla sua prima selezione nei Barbarians, a realizzare tre mete contro i suoi compatrioti.
Il risultato finale fu di 63-45 per i Baa-baas e i quasi 52000 spettatori sugli spalti assistettero a 15 mete e il saluto a Juan Martín Fernández Lobbe alla sua ultima partita, disputata da capitano dei Barbarians in segno di omaggio alla carriera.
Il primo test match in terra sudafricana a Johannesburg fu caratterizzato da una partenza energica degli inglesi, portatisi fino al 24-3, ma incapaci di reggere il ritorno degli Springbok; già alla fine del primo tempo il vantaggio inglese era svanito e la squadra era sotto di due punti, 27-29, pur protagonista, a detta della stampa, di una conduzione di partita eccellente; il secondo tempo fu dominato dalle difese e il Sudafrica si limitò a gestire il vantaggio: lo scarto praticamente rimase lo stesso, perché alla fine l'Inghilterra perse 39-42: 5-5 il conteggio finale delle mete.
Il secondo test match a Bloemfontein ebbe sostanzialmente lo stesso andamento: avanti di 12-0 prima del quarto d'ora con Brown e May, gli inglesi non marcarono più e subirono 13 punti da quel momento fino a fine primo tempo; dopo l'intervallo fu solo Sudafrica, con altri 10 punti a sigillare il risultato di 23-12, con il quale i padroni di casa si assicurarono partita e serie.
Per l'Inghilterra di Eddie Jones si trattava della quinta sconfitta consecutiva, comprendendovi anche le ultime tre partite del Sei Nazioni precedente.
La striscia negativa fu interrotta nel terzo test match a Città del Capo, quando la squadra vinse 25-10 al termine di una partita ostica terminata in vantaggio per solo 6-3 alla fine del primo tempo; Eddie Jones giudicò positivo il tour per la crescita della squadra, soprattutto sotto il profilo della disciplina in campo, finalmente dimostrata nell'ultimo incontro dopo che nei primi due era talora mancata e aveva causato numerosi calci di penalizzazione contro.
Per gli inglesi si trattò della quarta vittoria in assoluto contro gli Springbok sul loro terreno.

## Risultati

### Itest match
| Arbitro: | Ben O'Keeffe |

|                                                     |      |                                                    |
| de Klerk 20’ Nkosi 30’, 34’ le Roux 39’ Dyantyi 64’ | mt   | 4’ Brown 13’ Daly 17’ O. Farrell 70’ Itoje 78’ May |
| Pollard 30’, 34’, 39’, 64’                          | tr   | 4’, 13’, 17’, 78’ O. Farrell                       |
| Pollard 11’, 52’, 76’                               | c.p. | 3’ Daly 40+2’ O. Farrell                           |

| Arbitro: | Romain Poite |

|                                |      |                  |
| Vermeulen 23’ meta tecnica 49’ | mt   | 9’ Brown 12’ May |
| Pollard 23’                    | tr   | 9’ Farrell       |
| Pollard 28’, 38’, 66’          | c.p. |                  |

| Arbitro: | Glen Jackson |

|                |      |                                        |
| Kriel 45’      | mt   | 71’ May                                |
| Jantjies 45’   | tr   | 71’ O. Farrell                         |
| Jantjies 40+1’ | c.p. | 9’, 36’, 43’, 49’, 57’, 75’ O. Farrell |

### Gli altri incontri
| Arbitro: | Mathieu Raynal |

|                                                             |      |                                                                                  |
| Daly 16’ Francis 20’, 30’ Mercer 27’ Launchbury 55’ May 76’ | mt   | 3’, 6’, 24’ Ashton 11’, 79’ Vito 38’ Russell 43’ Radradra 59’ Timani 71’ Laidlaw |
| Ford 16’, 20’, 27’, 30’, 55’, 76’                           | tr   | 3’, 6’, 11’, 24’, 38’, 43’, 59’ Russell 71’ Laidlaw 79’ Fernández Lobbe          |
| Ford 48’                                                    | c.p. |                                                                                  |